# Wereldkampioenschap voetbal 2022 (troostfinale) Kroatië - Marokko
Dit artikel gaat over de troostfinale tussen Kroatië en Marokko die gespeeld werd op zaterdag 17 december 2022 tijdens het wereldkampioenschap voetbal 2022 in Khalifa Internationaal Stadion te Ar Rayyan. Het duel was de 63e wedstrijd van het toernooi.
Kroatië won de wedstrijd met 2–1 en pakte de bronzen medaille. Marokko werd vierde op het WK, wat wel het beste resultaat van een Afrikaans land op een wereldkampioenschap voetbal is.

## Voorafgaand aan de wedstrijd
- Kroatië en Marokko kwamen elkaar eerder dit WK tegen in de groepsfase. Toen eindigde de wedstrijd in 0–0.
- Kroatië stond een keer eerder in de troostfinale, op het WK 1998 werd die toen gewonnen van Nederland.
- Marokko stond voor het eerst dit WK in een kwartfinale en halve finale. Ze konden hun eerste medaille op een WK pakken.
- Kroatië verloor in de halve finale van Argentinië, Marokko van Frankrijk.

## Wedstrijddetails
| Datum                | 17 december 2022                          | 17 december 2022                          |
| Wedstrijdnummer      | 63                                        | 63                                        |
| Stadion              | Khalifa Internationaal Stadion, Ar Rayyan | Khalifa Internationaal Stadion, Ar Rayyan |
| Toeschouwers         | 44.137                                    | 44.137                                    |
| Scheidsrechter       | Abdulrahman Al-Jassim                     | Abdulrahman Al-Jassim                     |
| Man van de wedstrijd | Ivan Perišić                              | Ivan Perišić                              |

| Kroatië | 2 – 1           | Marokko |
| Joško Gvardiol 7' (Ivan Perišić ) Mislav Oršić 42' (Marko Livaja ) | goals (assists) | 9' Achraf Dari |
| Zlatko Dalić | bondscoach      | Walid Regragui |
| Dominik Livaković Josip Stanišić Boško Šutalo Joško Gvardiol Ivan Perišić Luka Modrić Mateo Kovačić Lovro Majer 66' Marko Livaja 66' Mislav Oršić 90+5' Andrej Kramarić 61' | opstellingen    | Yassine Bounou Achraf Hakimi 67' Jawad El Yamiq 64' Achraf Dari Yahia Attiyat allah 56' Bilal El Khannous Sofyan Amrabat 46' Abdelhamid Sabiri Hakim Ziyech Youssef En-Nesyri 64' Sofiane Boufal |
| Nikola Vlašić 61' Mario Pašalić 66' Bruno Petković 66' Kristijan Jakić 90+5'                                                                                                | wissels         | 46' Ilias Chair 56' Azzedine Ounahi 64' Badr Benoun 64' Anass Zeroury 67' Selim Amallah |
| | gele kaarten    | 69' Azzedine Ounahi 84' Selim Amallah |
| |                 | |